# Edward Hibbert
Edward Hibbert (ur. 9 września 1955 na Long Island w Nowym Jorku) – amerykańsko-brytyjski aktor i agent literacki. Znany jest między innymi z roli Gila Chestertona w sitcomie Frasier.

## Życiorys
Edward Hibbert urodził się na Long Island w stanie Nowy Jork jako syn aktora Geoffreya Hibberta. Ma siostrę. Był wychowywany w Wielkiej Brytanii, gdzie uczęszczał do Royal Academy of Dramatic Art, w której zdobył stypendium, lecz w latach osiemdziesiątych wrócił do Ameryki. Karierę aktorską rozpoczął w 1977 roku.

## Życie prywatne
Hibbert jest zdeklarowanym homoseksualistą.
Jest obywatelem zarówno USA jak i Wielkiej Brytanii.
Ma 180 cm wzrostu.

## Filmografia

### Filmy
- 1994: Zawód: dziennikarz – Jerry
- 1996: Loch Ness – naukowiec
- 1996: Zmowa pierwszych żon – Maurice
- 1996: Wszyscy mówią: kocham cię – sprzedawca
- 1997: Hudson River Blues – Yago
- 1998: Król lew II: Czas Simby – Zazu (głos)
- 2001: Friends and Family – Richard Grayson
- 2002: Brzuchomówca – bezrobotny aktor
- 2003: Dziewczyny z wyższych sfer – reprezentant Christych
- 2004: Król lew 3: Hakuna matata – Zazu (głos)
- 2004: Fakers – Gordon Fisher
- 2004: Podwójna gra – Sir Michael Strickland
- 2006: Prestiż – Ackerman
- 2012: 7 psychopatów – Raphael (głos)
- 2018: Mary Poppins powraca – parasol Mary Poppins (głos)

### Seriale
- 1994: Columbo – Bramley Kahn (odcinek 64)
- 1994–2004: Frasier – Gil Chesterton (29 odcinków)
- 1995: Pomoc domowa – Claude (odcinek 25)
- 1995–1996: Dżdżownica Jim – Zły kot (głos, 15 odcinków)
- 1998–1999: Wyspa Fantazji – Harry (13 odcinków)
- 2006: Kochane kłopoty – Randall (odcinek 141)
- 2010: Prawo i porządek: sekcja specjalna – Nigel Prestwick (odcinek 236)
- 2016: Dwie spłukane dziewczyny – Bernard (odcinek 101)

### Gry komputerowe
- Star Wars: The Old Republic – porucznik Talos Drellik (głos)